# Pabna (Distrikt)
Pabna (bengalisch: পাবনা) ist ein Distrikt in Rajshahi. Die im Hauptstadt des Distrikts bildet die gleichnamige Stadt Pabna. Die Gesamtfläche des Distrikts beträgt 2371,5 km². Der Distrikt setzt sich aus 9 Upazilas zusammen.
Pabna bildet die südöstliche Grenze der Division Rajshahi. Der Distrikt Sirajganj liegt im Nordosten, während der Padma, der Hauptstrom des Ganges, ihn im Süden vom Rajbari und Kushtia trennt. Der Jamuna fließt entlang seiner östlichen Grenze und trennt ihn von Manikganj, und im Nordwesten hat es eine gemeinsame Grenze mit Natore. Der Distrikt hat 2.523.179 Einwohner (Volkszählung 2011). Die Alphabetisierungsrate liegt bei 46,7 % der Bevölkerung. 90,1 % der Bevölkerung sind Muslime, 9,5 % sind Hindus und 0,4 % sind Christen, Buddhisten oder sonstige.
Das Klima ist tropisch und das ganze Jahr über warm. Die jährliche Durchschnittstemperatur des Distrikts variiert von maximal 36,8 Grad Celsius bis minimal 9,6 Grad. Die jährliche Niederschlagsmenge beträgt 1872 mm (2011) und die Luftfeuchtigkeit ist ganzjährig hoch.
Die Wirtschaft des Distrikts ist vorwiegend von der Landwirtschaft geprägt. Daneben ist die Textilindustrie und Lebensmittelverarbeitung von Bedeutung. Laut der Volkszählung von 2011 arbeiten 57 % der Arbeitskräfte in der Landwirtschaft, 29,9 % im Dienstleistungssektor (meist in informellen Verhältnissen) und 13,1 % in der Industrie.